# Montelusa
Montelusa è una città italiana immaginaria della Sicilia, creata dallo scrittore Luigi Pirandello e ripresa dallo scrittore Andrea Camilleri, capoluogo della fittizia provincia regionale omonima della quale fa parte Vigata, in cui sono ambientate le indagini del commissario Salvo Montalbano e altri romanzi storici dello stesso autore. La città corrisponde nella realtà ad Agrigento.
Nel romanzo Il re di Girgenti Camilleri sostiene che l'antico nome, corrispondente a quello di Agrigento, fu un tempo mutato in Montelusa. La città immaginaria di Montelusa è già presente in un trittico di novelle di Luigi Pirandello, Tonache di Montelusa e il nome corrisponde a quello di una contrada realmente esistente sul litorale del comune di Agrigento ("Montelusa" o "Maddalusa"). Inoltre è citata ne I vecchi e i giovani: "gli uliveti di Montelusa" e nelle novelle L’altro figlio e La mosca.
« Agrigento sarebbe la Montelusa dei miei romanzi, però Montelusa non è un'invenzione mia ma di Pirandello, che ha usato questo nome molte volte nelle sue novelle: l'Agrigento di oggi la chiamava Girgenti e anche Montelusa, e io gli ho rubato il nome, tanto non può protestare.»
Andrea Camilleri